# Georges Casse

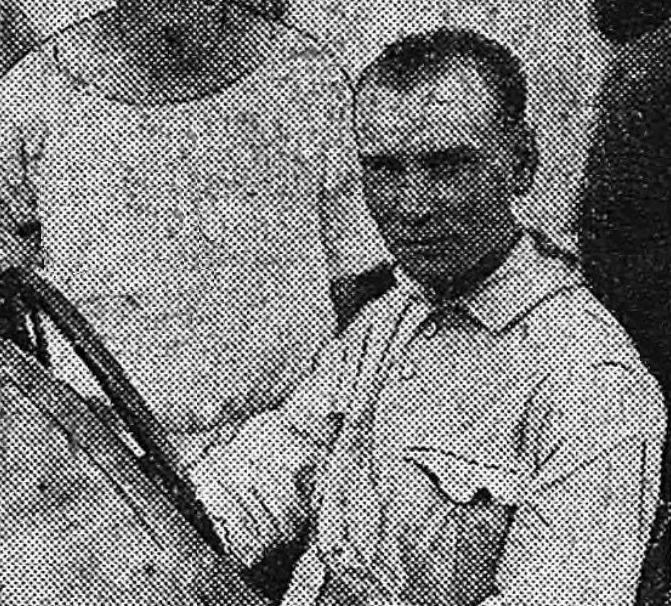
Georges Casse en 1926 (vainqueur de Grand Prix A.C.F. voiturettes).

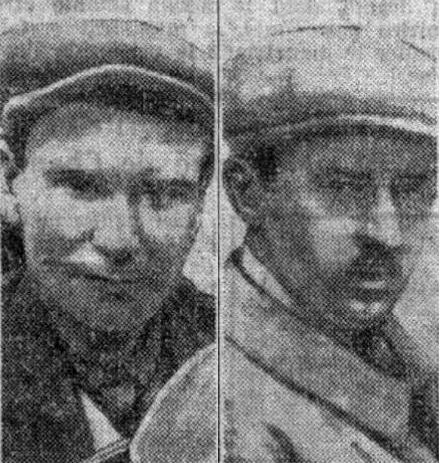
Georges Casse (à gauche) et André Rousseau (à droite), troisièmes des 24 Heures du Mans 1927 et vainqueurs de la Coupe biennale Rudge-Witworth.

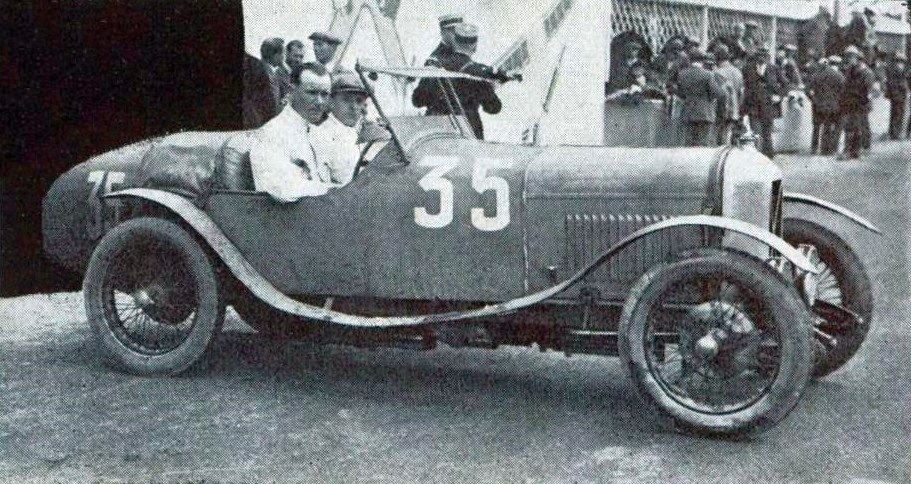
Georges Casse et André Rousseau sur Salmson GS 1.1 l victorieuse de la quatrième Coupe biennale Rudge-Whitworth aux 24 Heures du Mans 1928.

Georges Casse né à Paris (20e arrondissement) le 23 avril 1890 et mort à Paris (16e arrondissement) le 2 juin 1948, est un pilote automobile français, de Grand Prix, d'endurance et de courses de côte, de 1922 à 1929, toujours avec le prestigieux constructeur automobile français Salmson, en catégorie cyclecars.

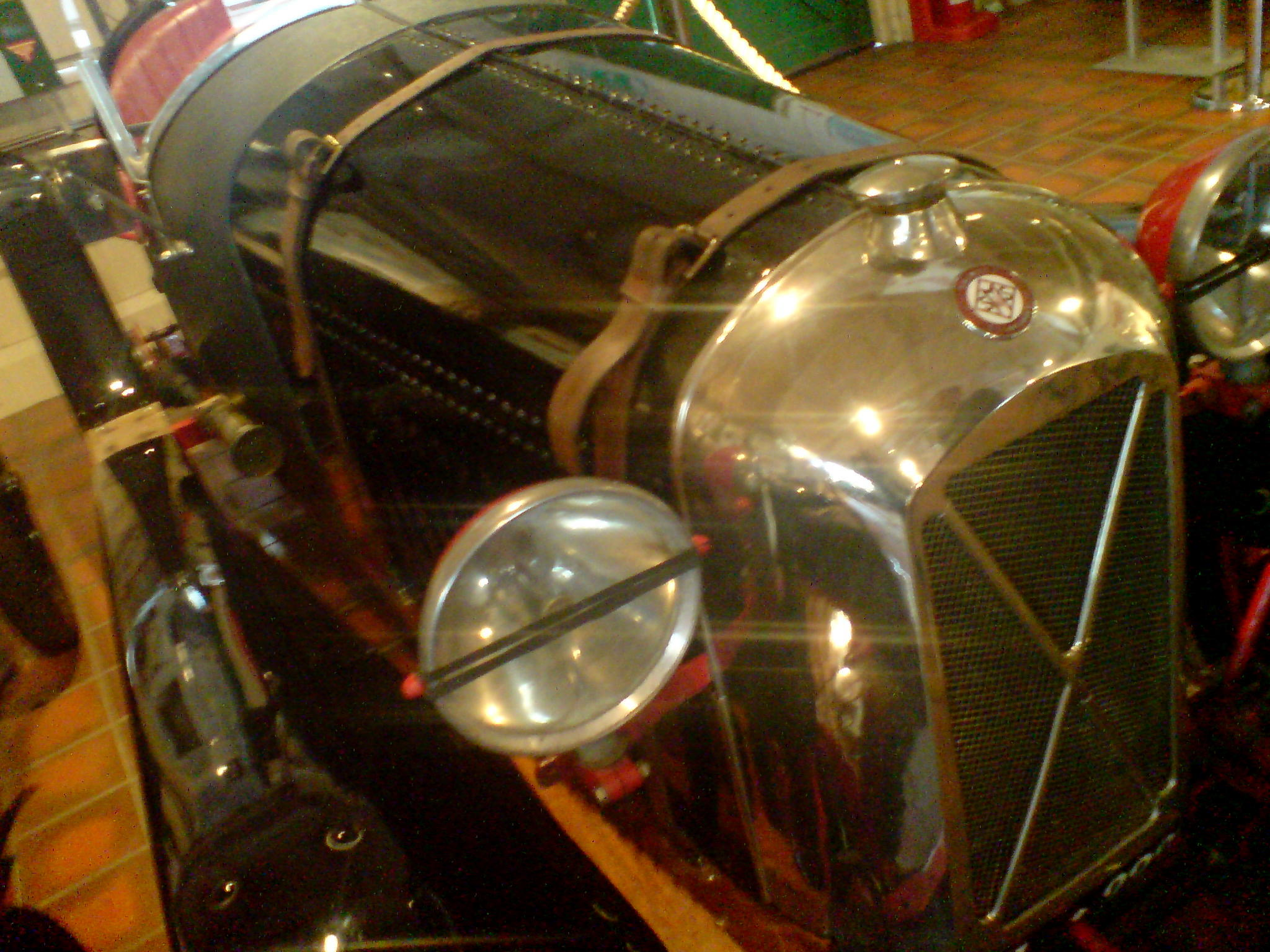
Une Salmson GS, ici au musée de Brooklands.

Il participe notamment aux 24 Heures du Mans à quatre reprises entre 1923 et 1928, réussissant à se classer trois fois dans les dix premiers (associé à  André Rousseau, de 1926 à 1928), et toujours dans les douze premiers. Il est vainqueur de classe 1,1 l en 1923 (avec Lucien Desvaux) et en 1926. La paire Casse-Rousseau remporte deux fois consécutivement l'indice de performance de l'épreuve ainsi que la coupe Biennale Rudge-Whitworth, en 1927 et 1928.

## Palmarès

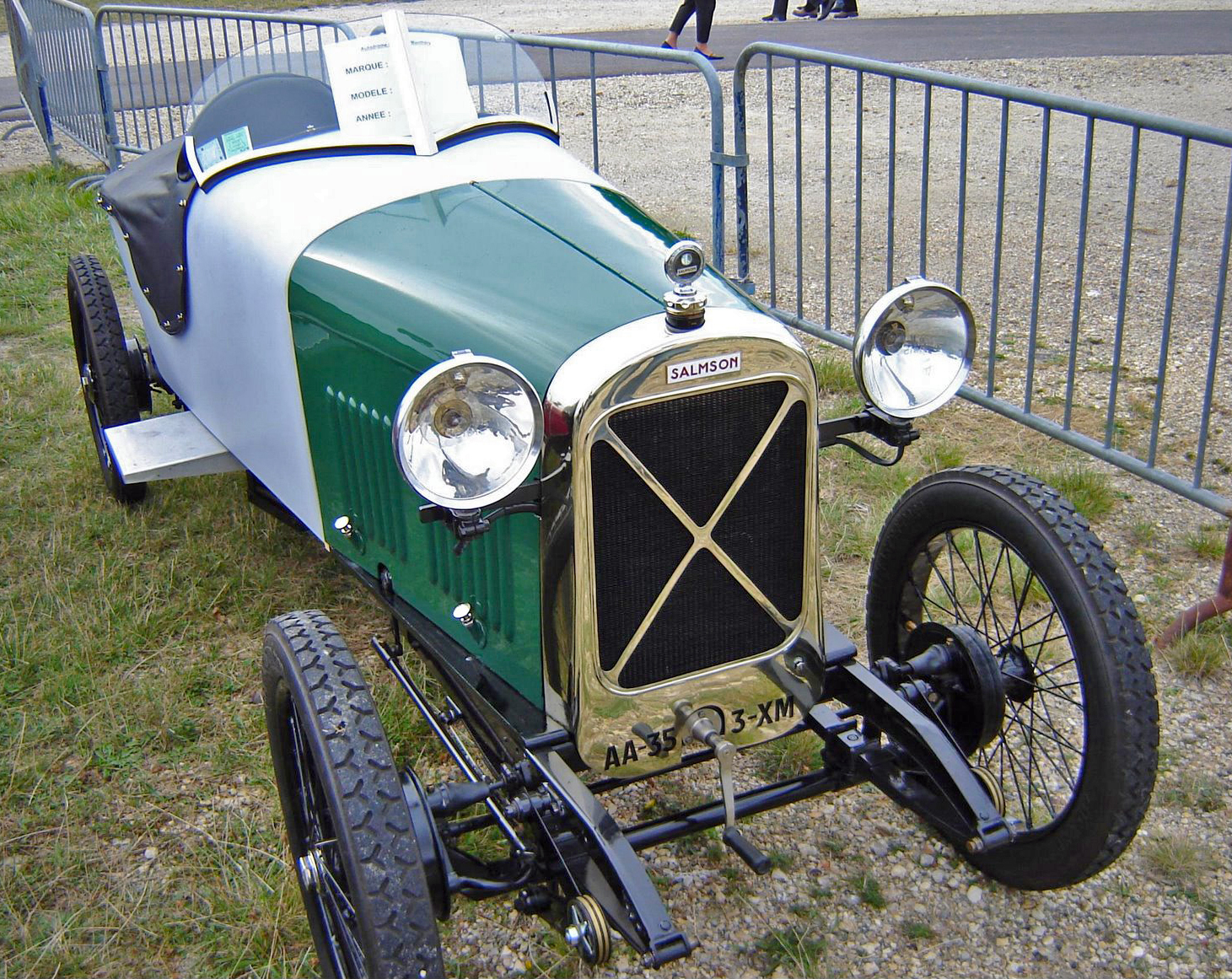
Une voiturette Salmson VAL (version 1923).

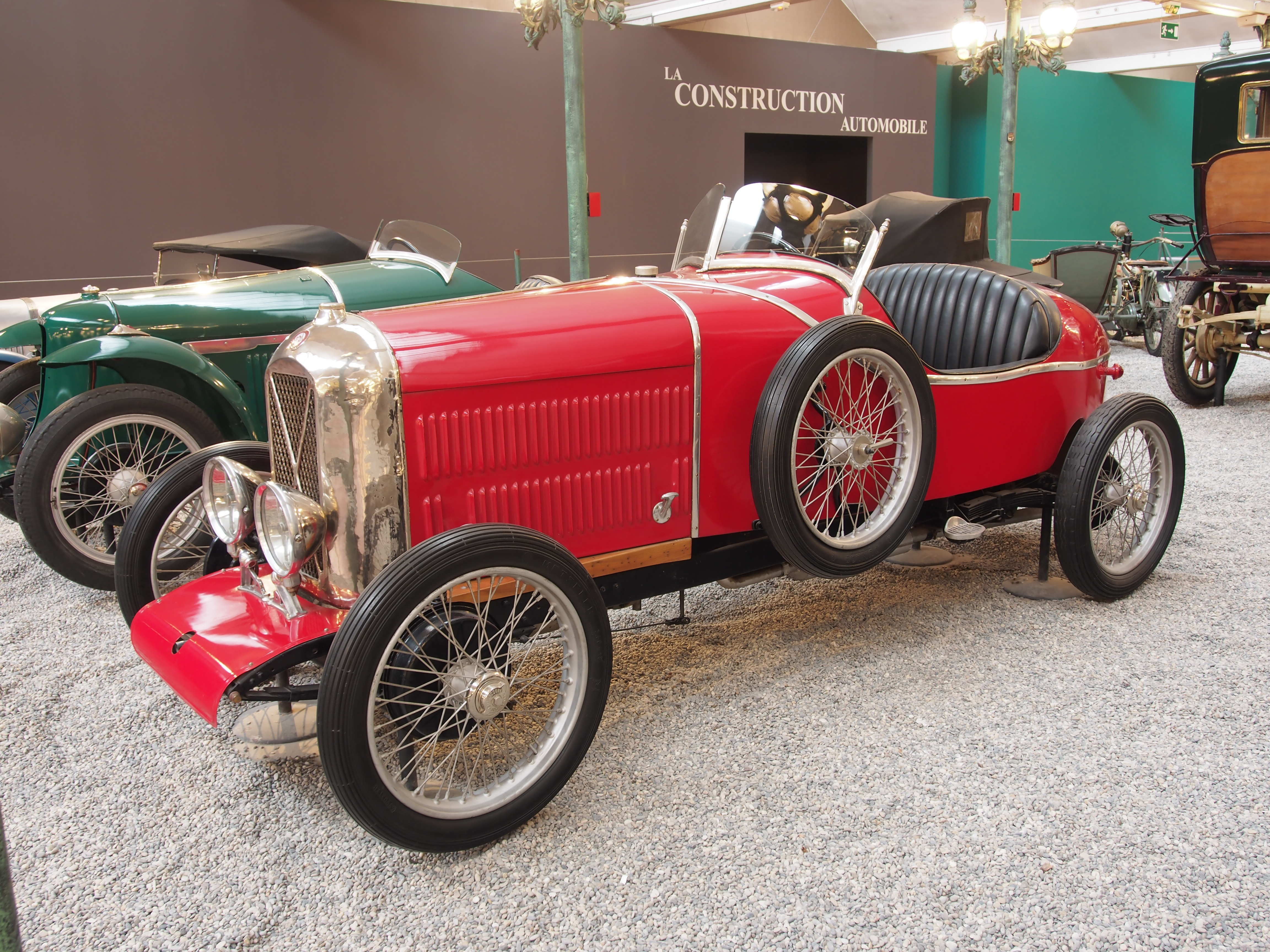
Ici en version 3 Sport 1.1 l de 1928 (Musée National de l'Automobile Schlumpf, Mulhouse).

- Gran Premio do San Sebastian Cyclecars 1925 (Salmson VAL, à Lasarte)[3]
- Course de côte de Val-Suzon 1925 (Salmson 1,1 l)
- Course de côte du Ballon d'Alsace 1925 (Salmson 1,5 l, près de Saint-Maurice)[4]
- Grand Prix de l'ACF Voiturettes et Cyclecars 1926 (Salmson, à Miramas)
- Grand Prix de La Baule catégorie cyclecars 1927 (Salmson) et, deuxième en Formule Libre
- Grand Prix du MCF Cyclecars 1928 (Salmson)
- Vainqueur de la course 1,1 l en prélude du Grand Prix de l'ACF 1928 (à Saint-Gaudens, 5e ensuite du GP de France)
- Victoire de classe 1,1 L aux 24 Heures du Mans 1923 et 24 Heures du Mans 1926 avec Lucien Desvaux (Salmson GS)
- 3e et 4e Coupes Biennales Rudge-Whitworth aux 24 Heures du Mans 1927 et 24 Heures du Mans 1928 avec André Rousseau (Salmson GS classe 1,1 L)
- 2e du Grand Prix de Boulogne Voiturettes et Cyclecars 1922 (Salmson VAL)
- 2e du Grand Prix de l'UMF Cyclecars 1923 (Salmson GP)
- 2e du Grand Prix du MCF Cyclecars 1924 (Salmson VAL)
- 2e du Prix Icare Cyclecars 1925 (Salmson VAL, à Montlhéry)
- 3e du Bol d'or automobile 1923 (Salmson VAL)
- 3e des 24 Heures du Mans 1927 avec André Rousseau (Salmson GS)
- 3e de la Course des Voiturettes des 24 Heures de Paris 1927 (Salmson GP, à Montlhéry)
- 3e des 2x12 Heures de Brooklands 1929 (Salmson, avec F. J. Clarke).